# Бялек, Роберт
Роберт Бялек (нем. Robert Bialek; 23 июня 1915, Бреслау, Пруссия — 1956, Берлин) — глава Народной полиции Восточной Германии в 1948 году, бежал из ГДР в 1953 году, был похищен Штази в 1956 году и погиб при невыясненных обстоятельствах.

## Биография
В 1933 году Бялек вступил в организацию Коммунистическая партия — оппозиция. После прихода к власти нацистов и запрета партии он занялся подпольной деятельностью, в 1935 году Бялек был арестован и приговорён к пяти годам заключения. После отбытия этого срока он не был освобождён, но в 1943 году он смог бежать. После этого он скрывался в Бреслау.
После прихода советских войск и окончания Второй мировой войны в Европе в мае 1945 года Бялек стал советником советской военной комендатуры. В июле 1945 года он перебрался в Дрезден, где стал районным секретарём по делам молодёжи КПГ, функционером Союза свободной немецкой молодёжи, в 1946 году стал секретарём комитета СЕПГ Саксонии.
В июле 1948 году он был назначен был генеральным инспектором Народной полиции советской оккупационной зоны, но из-за конфликта с заместителем председателя Управления внутренних дел Эрихом Мильке и с функционером СЕПГ Куртом Фишером в октябре 1948 года он ушёл в отставку с этого поста. В 1949 году он стал первым секретарём районного комитета СЕПГ в Гроссенхайне, а после дальнейших конфликтов с партийным руководством был понижен в должности до директора по культуре завода в Баутцене. В 1952 году Бялека исключили из СЕПГ.
После восстания 17 июня 1953 года 27 августа 1953 года Бялек бежал в Западный Берлин, где стал членом СДПГ, сотрудником её Восточного бюро и корреспондентом Би-би-си. Он выступал по радио с критикой руководства ГДР.
4 февраля 1956 года агенты Штази в Западном Берлине похитили Бялека. Точные обстоятельства его смерти остаются неизвестными.